# رشيد باشا الكوزلكلي
محمد رشيد باشا الكوزلكلي وهو أبو رشدي (1808 - 1857) سياسي وعسكري عثماني كان والياً على ولاية بغداد في عهد الدولة العثمانية والكوزلكي كلمة تركية معناها صاحب النظارات، والتي كان يرتديها فلقبهُ البغداديون بذلك.

## ولادته ونشأته
ولد رشيد باشا في ولاية كرجستان (جورجيا حالياً) عام 1223هـ/1808م، أسره العثمانيون في إحدى حملاتهم العسكرية، وكان عمرهُ تسع سنوات، وكان مسيحياً، فأسلم ونشأ على الإسلام، وسمي (محمد رشيد) وهو اسم مركب، ولقد اعتنى العثمانيون بتربيتهِ، وكان ذكياً بارعاً، وتخرج ضابطاً شجاعاً عاقلاً صاحب رأي وتدبير، وأرسل موفداً إلى فرنسا مع بعض الضباط والشباب للتخصص في سلاح المدفعية، فتخرج بتفوق وجدارة.
وأخذ يتدرج بالرتب حتى حاز رتبة (يوز باشي) ثم ترقى حتى نال منصب الوالي على مدينة خربوت، ثم قاد حملة عسكرية للقضاء على تمرد الكرد، واستطاع تشتيت شملهم وأسر قائدهم (بدر خان).

## توليه منصب ولاية بغداد
وكان رشيد باشا قائداً عسكرياً ولقد عرضت عليه الدولة العثمانية منصب الولاية فاختار ولاية بغداد، وذلك سنة 1268هـ/ 1852م، ووصل إلى مدينة بغداد عام 1269هـ/ 1853م، فاستقبلهُ الناس بالترحاب، وأنشد الشاعر عبد الباقي العمري قصيدة طويلة مهنئاً لهُ ومؤرخاً ولايته فقال في مطلعها:
إلى أن ختمها بقولهِ:
سنة 1269هـ.
كان رشيد باشا حاكماً صارماً في إدارتهِ للبلاد وعرف عنه شدة المراقبة للموظفين، واستطاع أن ينظم التجارة، وكثرت في عهدهِ واردات البلاد، ولقد كان برتبة (مشير أوردي العراق والحجاز)، وكان يصدر الحبوب والطعام إلى الحجاز، وأهتم بالزراعة، وأوصل مياه نهر الخالص إلى الوزيرية، التي سميت باسمه، وكانت تسمى المشيرية أيضاً،
ولقد تزوج وخلف ولداً واحداً وهو رشدي بك الذي شغل منصب متصرف لواء العمارة في العراق عام 1305هـ/1888م. تولى بعد وفاته عمر باشا ولاية بغداد.

## وفاته

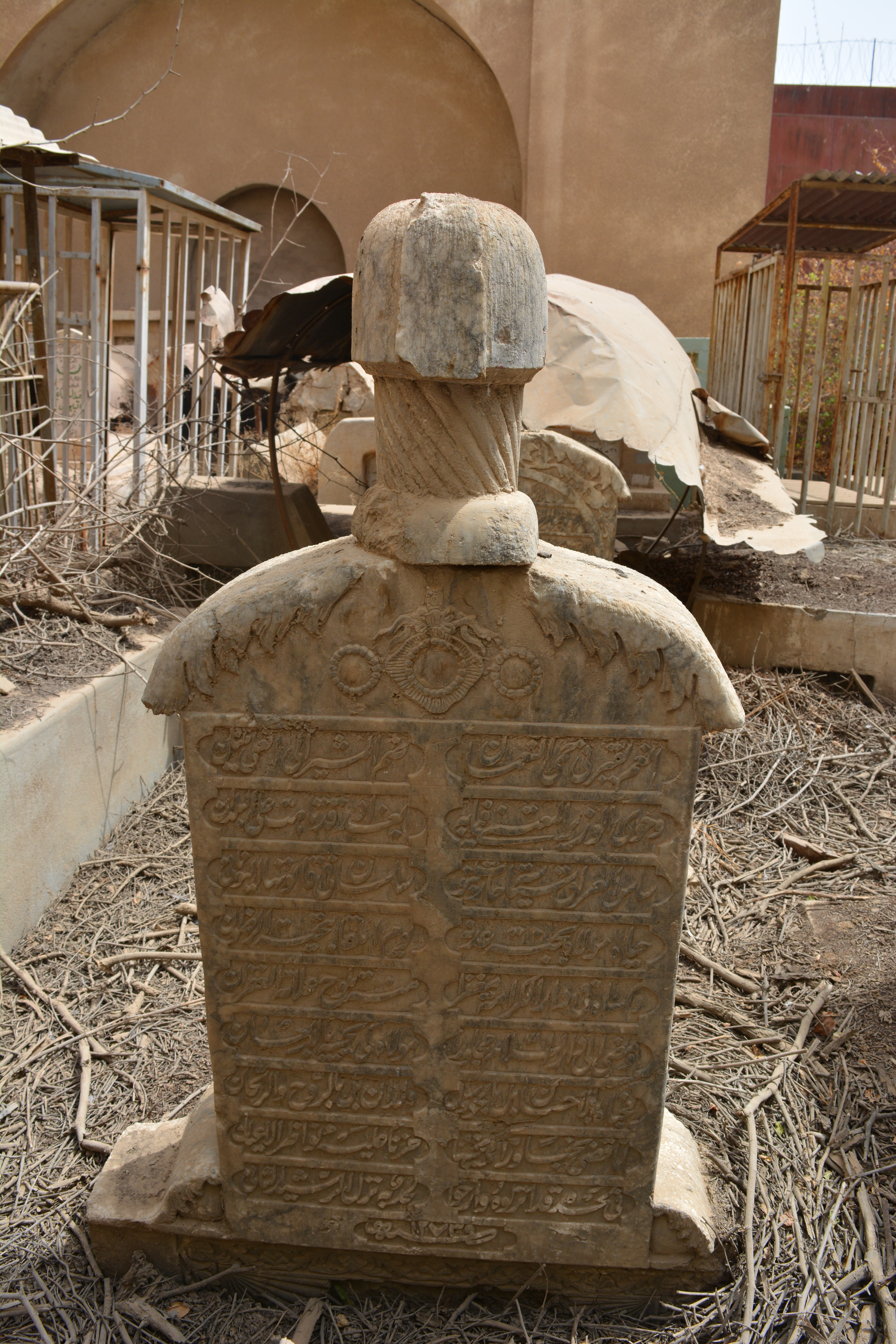
قبر والي بغداد رشيد باشا الكوزلكلي

وفي منتصف آب 1857 الموافق لآخر شهر ذي الحجة عام 1273هـ توفي الوالي رشيد باشا الكوزلكلي بعد التهاب في حنجرته وكانت وفاته في بغداد ودفن في مقبرة الخيزران خلف قبة ضريح الإمام أبي حنيفة النعمان وكتب على قبرهِ هذه الأبيات:
سنة 1273هـ.